# Gonçalo Viegas de Marnel
D. Gonçalo Viegas de Marnel (antes de 1002 - depois de 1057), foi um nobre medieval do Reino de Portugal e detentor do senhorio de Aveiro. 

## Biografia
Gonçalo era filho de Egas Eres de Marnel, dito Iala, um rico e poderoso fidalgo da região do Vouga, tendo o apelido Marnel sido provavelmente adaptado do nome do afluente daquele rio, e de Aldonça Fromariques, de origens incertas.
Este senhor surge muito ligado ao Mosteiro do Marnel ou de Santa Maria de Lamas, documentado desde o século X, e que foi doado por Inderquina Pala, em 957, ao Mosteiro de São Salvador de Viseu e, posteriormente, ao Mosteiro do Lorvão, como a própria Vila de Lamas. Esta vila de Santa Maria de Lamas está também mencionada numa lista dos bens do cenóbio, em 1050, junto com outras povoações, recebidos das mãos de Gonçalo Viegas e de sua esposa
Parece ter sido mandante na região paterna pela mão dos reis leoneses, e ainda detentor do senhorio de Aveiro, indicando um vasto domínio imediatamente a sul do Rio Douro. Gonçalo terá ainda desposado Châmoa Honoriques, de uma outra poderosa estirpe em Riba de Vouga, concentrando desta forma um ainda maior poder nesta mesma região.
Surge pela última vez na documentação em 1057, indicando que teria provavelmente falecido pouco depois.

## Matrimónio e descendência
Foi casado com Chamoa Honoriques de quem teve:
- Paio Gonçalves I de Marnel, desposou Toda Gonçalves da Maia, filha de Gonçalo Trastamires da Maia[1]
- Honorico Gonçalves de Marnel, desposou Gontrode Gonçalves da Maia, irmã de Toda[1]
- Ero Gonçalves de Marnel casado com Ildôncia Mendes Madredulce.[1]
- Fernando Gonçalves de Marnel, cuja filha, Teresa Fernandes de Marnel transmitiria vários bens da família ao seu esposo, Mem Viegas de Sousa[1]
- Urraca Gonçalves de Marnel, desposou Fernando Afonso de Toledo[1].